# Ovotestis

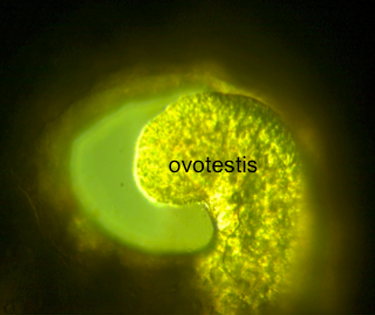
Ovotestis ślimaka z gatunku Biomphalaria glabrata

Ovotestis – gonada posiadająca jednocześnie utkanie histologiczne jajnika (łac. ovarium), jak i  jądra (łac. testis).

## Występowanie
Gonada ta występuje fizjologicznie u ślimaków. 
U człowieka występuje w przypadku jajnikowo-jądrowego zaburzenia rozwoju płci z kariotypem 46,XX.
Pojawia się również u samic kury w wyniku kompensacyjnego rozwoju prawej gonady z powodu wcześniejszego uszkodzenia lewego jajnika (samice ptaków normalnie mają rozwinięte tylko gonady z lewej strony ciała).